# 翅果柴胡
翅果柴胡（学名：Bupleurum alatum）为伞形科柴胡属的植物，是中国的特有植物。分布于中国大陆的西藏等地，生长于海拔3,900米的地区，常生于山坡，目前尚未由人工引种栽培。